# Sorteo de la Copa América Centenario
El sorteo de la Copa América Centenario se realizó el 21 de febrero de 2016 en el Hammerstein Ballroom de la ciudad de Manhattan, Nueva York, Estados Unidos.

## Metodología
Los equipos cabezas de serie fueron Estados Unidos, Brasil, México y Argentina que estuvieron ubicados en los grupos A, B, C y D respectivamente.

El primer sorteado de cada bolillero irá al Grupo A, el segundo al Grupo B, el tercero al C y el quedante al D.
| Cabezas de serie                       | Bombo 2                        | Bombo 3                         | Bombo 4                         |
| -------------------------------------- | ------------------------------ | ------------------------------- | ------------------------------- |
| Estados Unidos Brasil México Argentina | Chile Colombia Uruguay Ecuador | Costa Rica Haití Panamá Jamaica | Bolivia Paraguay Perú Venezuela |

## Desarrollo
En el sorteo estuvieron varios técnicos de los seleccionados participantes y delegados de los 16 países participantes. Así mismo estuvieron presentes la mayoría de los presidentes de las distintas asociaciones o más bien mandaron a algún representante de alto rango.
La animación estuvo a cargo de Adriana Monsalve con Jenny Taft, y en la conducción del sorteo estuvo a cargo el director de Comunicaciones y Marketing de la Concacaf, Jurgen Mainka. El mismo presentó a los bolilleros participantes quienes fueron Carlos Valderrama, Mario Alberto Kempes, Jorge Campos y Alexi Lalas.

### Artistas
Antes del sorteo, se presentaron a todos los países participantes y además algunos videos de partidos de copas pasadas, y por último la coronación del último campeón Chile en la Copa América 2015. El primer artista fue el argentino Diego Torres con la canción Iguales y el segundo y último fue el cantante puertorriqueño Yandel con la canción Somos Uno.

## Resultado del sorteo
Los equipos participantes fueron sorteados quedando en grupos de cuatro, en un total de cuatro grupos. En el grupo A, se encuentra el ya mencionado anfitrión y cabeza de serie Estados Unidos, sus oponentes son Colombia, Costa Rica y Paraguay. En el grupo B se encuentra el cabeza de serie Brasil, sus oponentes son Ecuador, Haití y Perú. En el grupo C se encuentra el cabeza de serie México, sus oponentes son Uruguay, Jamaica y Venezuela. En el grupo D se encuentra el cabeza de serie Argentina, sus oponentes son Chile, Panamá y Bolivia. En la siguiente tabla, se muestra con detalle los resultados del sorteo.
| Grupo A        | Grupo B | Grupo C   | Grupo D   |
| -------------- | ------- | --------- | --------- |
| Estados Unidos | Brasil  | México    | Argentina |
| Colombia       | Ecuador | Uruguay   | Chile     |
| Costa Rica     | Haití   | Jamaica   | Panamá    |
| Paraguay       | Perú    | Venezuela | Bolivia   |